# Volta a Dinamarca 2015
La Volta a Dinamarca 2015, 25a edició de la Volta a Dinamarca, es disputarà entre el 4 i el 8 d'agost de 2015 sobre un recorregut de 878,6 km repartits entre cinc etapes, una d'elles dividida en dos sectors. La cursa forma part del calendari de l'UCI Europa Tour 2015, amb una categoria 2.HC.
El vencedor final fou el danès Christopher Juul Jensen (Team Tinkoff-Saxo), que s'imposà per 45" sobre el també danès Lars Bak (Lotto Soudal), i que liderava la classificació general fins a la contrarellotge individual de la quarta etapa, i per 49" sobre l'italià Marco Marcato (Wanty-Groupe Gobert). Matti Breschel (Team Tinkoff-Saxo), vencedor de 2 etapes, s'imposà en la classificació per punts, Pim Ligthart (Lotto Soudal) en la de la muntanya i Mads Würtz Schmidt (ColoQuick) en la dels joves.

## Equips
L'organització convidà a prendre part en la cursa a quatre equips World Tour, nou equips continentals professionals, quatre equips continentals i un equip nacional:
- equips World Tour: Astana Qazaqstan Team, Lotto Soudal, Team Sky, Team Tinkoff-Saxo
- equips continentals professionals: Bardiani CSF, Bora-Argon 18, Cult Energy, Team Europcar, MTN Qhubeka, Novo Nordisk, Roompot Oranje Peloton, Topsport Vlaanderen-Baloise, Wanty-Groupe Gobert
- equips continentals: Almeborg-Bornholm, ColoQuick, Riwal Platform, Trefor-Blue Water
- equips nacionals: Selecció de Dinamarca

## Etapes
| Etapa | Data      | Recorregut               |                           | Km   | Vencedor d'etapa           | Líder de la general           | Ref.  |
| ----- | --------- | ------------------------ | ------------------------- | ---- | -------------------------- | ----------------------------- | ----- |
| 1a    | 4 d'agost | Struer - Holstebro       | Etapa plana               | 180  | Lars Boom (NED)            | Lars Boom (NED)               | [ 1 ] |
| 2a    | 5 d'agost | Ringkøbing - Aarhus      | Etapa plana               | 235  | Edvald Boasson Hagen (NOR) | Lars Boom (NED)               | [ 2 ] |
| 3a    | 6 d'agost | Vejle - Vejle            | Etapa plana               | 185  | Matti Breschel (DEN)       | Lars Bak (DEN)                | [ 3 ] |
| 4a A  | 7 d'agost | Slagelse - Frederiksværk | Etapa plana               | 115  | Matti Breschel (DEN)       | Lars Bak (DEN)                | [ 4 ] |
| 4a B  | 7 d'agost | Helsingør                | Contrarellotge individual | 13,6 | Mads Würtz Schmidt (DEN)   | Christopher Juul Jensen (DEN) | [ 5 ] |
| 5a    | 8 d'agost | Hillerød - Frederiksberg | Etapa plana               | 150  | Michael Mørkøv (DEN)       | Christopher Juul Jensen (DEN) | [ 6 ] |

## Classificació final
|    | Ciclista                      | Equip                 | Temps       |
| -- | ----------------------------- | --------------------- | ----------- |
| 1  | Christopher Juul Jensen (DEN) | Team Tinkoff-Saxo     | 19h 42' 19" |
| 2  | Lars Ytting Bak (DEN)         | Lotto Soudal          | + 45"       |
| 3  | Marco Marcato (ITA)           | Wanty-Groupe Gobert   | + 49"       |
| 4  | Rasmus Guldhammer (DEN)       | Cult Energy           | + 1' 00"    |
| 5  | Patrick Konrad (AUT)          | Bora-Argon 18         | + 1' 04"    |
| 6  | Edvald Boasson Hagen (NOR)    | MTN Qhubeka           | + 1' 19"    |
| 7  | Mads Würtz Schmidt (DEN)      | ColoQuick             | + 1' 26"    |
| 8  | Matti Breschel (DEN)          | Team Tinkoff-Saxo     | + 1' 26"    |
| 9  | Alexander Kamp Egested (DEN)  | ColoQuick             | + 1' 30"    |
| 10 | Magnus Cort Nielsen (DEN)     | Selecció de Dinamarca | + 1' 54"    |

## Evolució de les classificacions
| Etapa | Vencedor             | Classificació general   | Classificació per punts | Classificació de la muntanya | Classificació dels joves | Classificació per equips |
| ----- | -------------------- | ----------------------- | ----------------------- | ---------------------------- | ------------------------ | ------------------------ |
| 1     | Lars Boom            | Lars Boom               | Lars Boom               | Pim Ligthart                 | Mads Pedersen            | Astana Qazaqstan Team    |
| 2     | Edvald Boasson Hagen | Lars Boom               | Lars Boom               | Mathias Westergaard          | Mads Pedersen            | Astana Qazaqstan Team    |
| 3     | Matti Breschel       | Lars Bak                | Marco Marcato           | Patrick Clausen              | Alexander Kamp           | Team Tinkoff-Saxo        |
| 4     | Matti Breschel       | Lars Bak                | Matti Breschel          | Patrick Clausen              | Alexander Kamp           | Team Tinkoff-Saxo        |
| 5     | Mads Würtz Schmidt   | Christopher Juul-Jensen | Matti Breschel          | Patrick Clausen              | Mads Würtz Schmidt       | Team Tinkoff-Saxo        |
| 6     | Michael Mørkøv       | Christopher Juul-Jensen | Matti Breschel          | Patrick Clausen              | Mads Würtz Schmidt       | Team Tinkoff-Saxo        |
| Final | Final                | Christopher Juul-Jensen | Matti Breschel          | Patrick Clausen              | Mads Würtz Schmidt       | Team Tinkoff-Saxo        |